# Epirrhoe sylvaticata
Epirrhoe sylvaticata là một loài bướm đêm trong họ Geometridae.